# Gwynne (Alberta)
Pour les articles homonymes, voir Gwynne.
Gwynne est un hameau (hamlet) du Comté de Wetaskiwin No 10, situé dans la province canadienne d'Alberta.

## Démographie
En tant que localité désignée dans le recensement de 2011, Gwynne a une population de 88 habitants dans 37 de ses 39 logements, soit une variation de -9.3% par rapport à la population de 2006. Avec une superficie de 0,514 0 km2, le hameau possède une densité de population de 171,206 2 hab/km2 en 2011.
Concernant le recensement de 2006, Gwynne abritait 97 habitants dans 36 de ses 38 logements. Avec une superficie de 0,513 8 km2, le hameau possédait une densité de population de 188,8 hab/km2 en 2006.